# Annette Klug
Annette Klug (Singen, 24 gennaio 1969) è un'ex schermitrice tedesca, vincitrice di una medaglia d'oro nella scherma ai giochi olimpici.